# Mosannona hypoglauca
Mosannona hypoglauca là loài thực vật có hoa thuộc họ Na. Loài này được (Standl.) Chatrou mô tả khoa học đầu tiên năm 1998.